# سه برادر (فیلم ۱۹۹۵)
سه برادر (به فرانسوی: Les Trois Frères) یک فیلم کمدی فرانسوی به نویسندگی، کارگردانی و بازی دیدیه بوردون، برنار کامپان و همچنین بازیگری پاسکال لژیتیموس و آنیک آلانه محصول سال ۱۹۹۵ است.
ادامه این فیلم در سال ۲۰۱۴ با عنوان بازگشت سه برادر منتشر شد.

## داستان
سه برادر پس از مرگ مادرشان برای اولین بار یکدیگر را ملاقات می‌کنند. با اعتقاد به اینکه ثروت او را به ارث خواهند برد، به سرعت پول‌شان را را خرج می‌کنند. با این حال، زمانی که وراثت رخ نمی‌دهد، برادران نزدیک‌تر می‌شوند و سعی می‌کنند بفهمند چه کاری باید انجام دهند.